# Clérodendron grimpant
Clerodendrum thomsoniae
Ne doit pas être confondu avec Cœur de Marie.
Espèce
Classification phylogénétique
Le clérodendron grimpant (Clerodendrum thomsoniae) est une espèce de plantes à fleurs de la famille des Lamiaceae. C'est une plante grimpante volubile pouvant atteindre 4 m de haut.
Les fleurs sont regroupées en inflorescences lâches. Le calice est blanc virant au rose après la fécondation alors que la corolle de pétales soudés est rouge cramoisi. Les baies sont rouges et noires à maturité.
Cette espèce est originaire d'Afrique de l'Ouest et n'est pas rustique sous climat tempéré.

## Dénominations
- Nom scientifique valide : Clerodendrum thomsoniae Balf.f.[1]
- Noms vulgaires (vulgarisation scientifique) recommandé ou typique en français : clérodendron grimpant[2],[3].
- Autres noms vulgaires ou noms vernaculaires (langage courant) pouvant désigner éventuellement d'autres espèces : coeur de Marie[2],[4], clérodendron de Thomson[2].

- Synonymes scientifiques[1] :
  - Clerodendrum balfourii (B.D.Jacks. ex Dombrain) Dombrain, synonyme hétérotypique
  - Clerodendrum delectum Pynaert, synonyme hétérotypique
  - Clerodendrum thomsoniae var. balfourii B.D.Jacks. ex Dombrain, synonyme hétérotypique